# Вийк, Анна
Анна Вийк (швед. Anna Wijk; 20 июня 1991) — шведская флорболистка, нападающая сборной Швеции.

## Биография
В детстве увлекалась флорболом, бенди, футболом и хоккеем на льду. Заниматься флорболом стала в возрасте 5 лет в команде IBK Alba. В 14 лет ей пришлось выбирать между флорболом и бенди и она решила сосредоточиться на первом, поскольку считала флорбол более весёлым.
С 2009 года Вийк регулярно попадает в состав сборной Швеции для участия в чемпионате мира и по состоянию на 2019 год является шестикратной чемпионкой мира. 
Вийк считается одной из лучших флорболисток в истории. Она четыре раза признавалась лучшим игроком мира (2014, 2015, 2016, 2019), трижды лучшим игроком Швеции (2013/14, 2015/16 и 2016/17) и 8 раз лучшей нападающей Швеции (2009/10, 2011/12, 2013/14, 2014/15, 2015/16, 2016/17, 2017/18, 2018/19). Также Анне принадлежит несколько рекордов чемпионатов мира: рекорд по количеству ассистов на одном турнире (20, 2019 год), рекорд по количеству ассистов за всё время (65), а также рекорд по количеству результативных действий за всё время (88: 23 гола и 65 ассистов).

## Клубная карьера
- IBK Alba (2003/2006)
- Gävle GIK (2006/2007)
- RIG Umeå IBF (2007/2008)
- IKSU (2008/2010)
- KAIS Mora IF (2010—)

## Награды
- Королевская медаль Его Величества за заслуги перед шведским спортом (28 января 2025 года)[6]